# Maskare
Maskare (cyr. Маскаре) – wieś w Serbii, w okręgu rasińskim, w gminie Varvarin. W 2011 roku liczyła 499 mieszkańców.